# Ambassade d'Algérie en Russie
L'ambassade d'Algérie en Russie est la représentation diplomatique de l'Algérie en Russie.

## Histoire
Les relations entre les deux pays remontent à l'époque de la guerre d'Algérie, au cours duquel il a bénéficié d'un grand soutien de l'Union soviétique. L'établissement de relations diplomatiques avec le Gouvernement provisoire de la République algérienne (GPRA) le 23 mars 1962, avant même l'indépendance de l'Algérie.

## Ambassadeurs d'Algérie en Russie

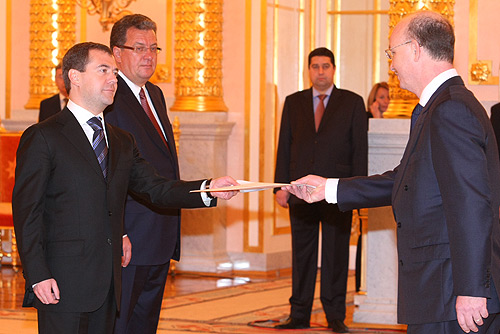
L'ambassadeur d'Algérie Smail Chergui remet ses lettres de créance au président de la fédération de Russie.

| Mandat                               | Ambassadeur            |
| ------------------------------------ | ---------------------- |
| URSS                                 |                        |
| 14 octobre 1970 - 23 avril 1977      | Redha Malek            |
| 1er janvier 1978 - 30 septembre 1979 | Abdelkerim Benmahmoud  |
| 1er octobre 1979 - 31 juillet 1982   | Layachi Yaker          |
| ? - 21 août 1984                     | Messaoud Ait-Chaalal   |
| 1er septembre 1984 - 31 août 1986    | Abdelmadjid Allahoum   |
| 1er septembre 1986 - ?               | Abdellah Feddal        |
| 1er mars 1988 - ?                    | M'hamed Yala           |
| 1er juillet 1988 - 1er octobre 1992  | ?                      |
| Fédération de Russie                 |                        |
| 1er octobre 1997 - ?                 | Aamr Mekhloufi         |
| 2000 - 2001                          | Youssef Dib            |
| 24 décembre 2001 - 14 avril 2009     | Amar Abba              |
| 15 juillet 2008 - 2014               | Smaïl Chergui          |
| 2014-2019                            | Smaïl Allaoua          |
| 2019 - aujourd'hui                   | Abdellatif Benachenhou |

## Consulats
Le service consulaire est au sein même de l'ambassade : Moscou.

### Communauté algérienne en Russie

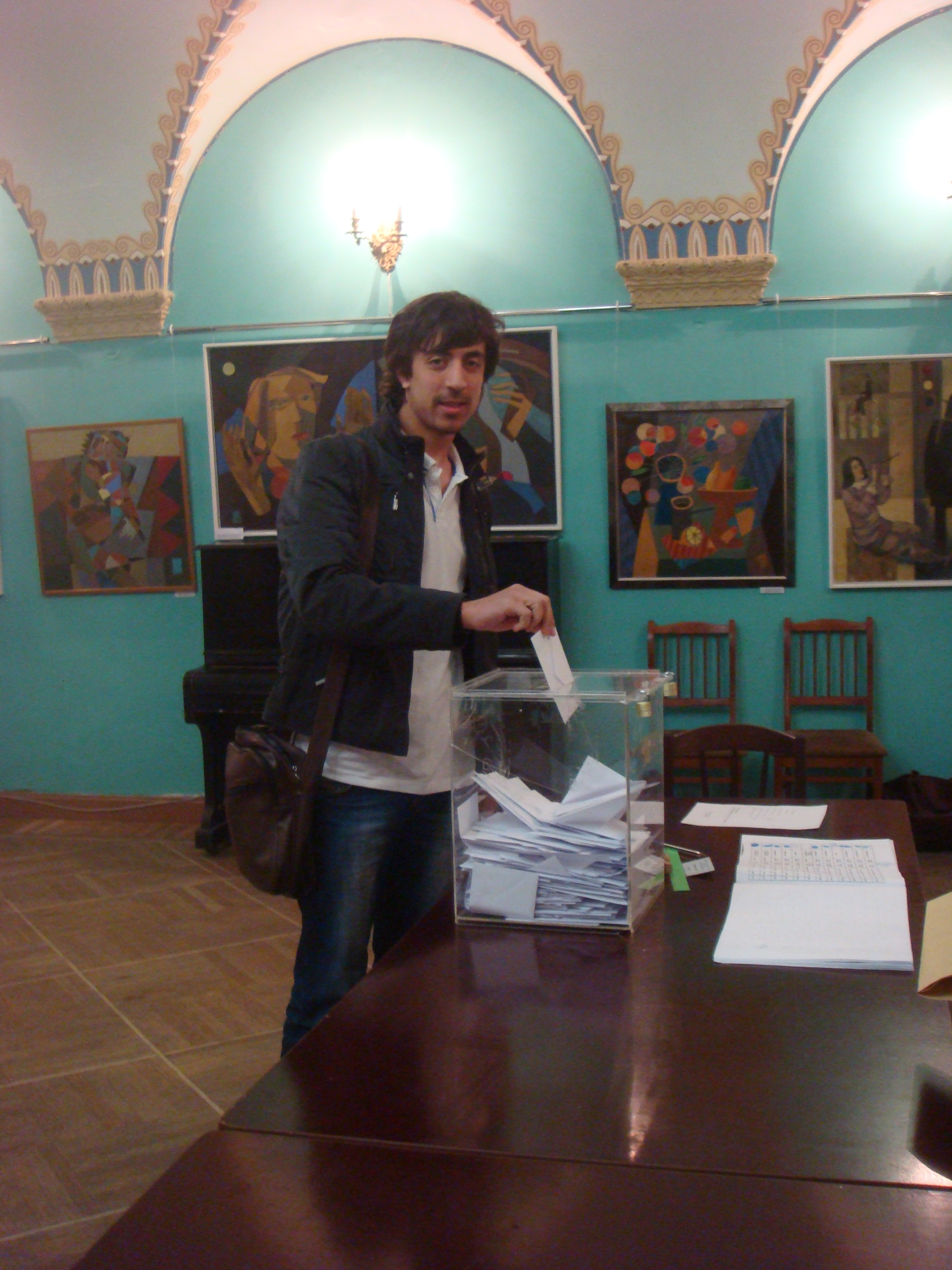
Élections législatives algériennes de 2012 du 06 mai a Saint-Pétersbourg

En Russie les ressortissants algériens sont à peu près au nombre de 1 300, mais il y a aussi un grand nombre d'étudiants et de stagiaires, ces derniers résidant dans une très grande majorité dans les régions de Moscou et de Saint-Pétersbourg.
Une association des Algériens en Russie a été lancée lors de la cérémonie d'inauguration des nouveaux locaux consulaires à Moscou en 2011, qui a eu le rôle se charger de l'enseignement de l'histoire, de la géographie et de la langue arabe aux enfants de la communauté.

### Élections
La Russie fait partie de la zone électoral №4, et les élections sont toujours organisées à travers deux bureaux de vote, respectivement à Moscou et à Saint-Pétersbourg :
- Le bureau de Moscou : au siège de l'Ambassade, Krapivinsky pereoulok 1A.
- Le bureau de Saint-Pétersbourg, situé à la Maison des Nationalités, Mokhovaya ulitsa 15[14].